# Baldassare Castiglione
Baldassare Castiglione (conte de Novilara) (n. 6 decembrie 1478 - d. 2 februarie 1529) a fost un poet, om de curte, diplomat și militar italian din perioada Renașterii.

## Opera
În scrierile sale, a prefigurat idealul moral al omului renascetist.
- Carmina - versuri în limba latină
- Tirsis - eglogă
- 1528: Curtezanul ("Il cortegiano")